# Jan Wnuk
Jan Wnuk (ur. 21 czerwca 1938 w Bilewie, zm. 12 sierpnia 2019) – polski ekonomista, nauczyciel akademicki, poseł na Sejm X kadencji.

## Życiorys
Ukończył w 1962 studia na Wydziale Włókienniczym Politechniki Łódzkiej. W 1970 obronił doktorat, w 1995 habilitował się z zakresu ekonomii. Od 1962 do 1976 pracował na PŁ oraz w Zakładach Artykułów Technicznych „Artech” w Łodzi. Następnie do 2004 był dyrektorem Beskidzkiego Instytutu Tekstylnego w Bielsku-Białej. Od 1976 był wykładowcą w Wyższej Szkole Ekonomiczno-Humanistycznej w Bielsku-Białej, a w 1998 został jej rektorem. Zajmował stanowisko profesora tej uczelni oraz profesora Wyższej Szkoły Humanitas w Sosnowcu od 2002.
Członek Naczelnej Organizacji Technicznej, przez trzy kadencje był prezesem  jej bielskiego oddziału. W 1962 wstąpił do Polskiej Zjednoczonej Partii Robotniczej, do której należał do jej rozwiązania. W latach 1989–1991 sprawował mandat posła na Sejm kontraktowy. W trakcie kadencji wstąpił do Poselskiego Klubu Pracy, zasiadał w trzech komisjach stałych.
Zmarł 12 sierpnia 2019, został pochowany na cmentarzu parafialnym w Jaworzu (sektor: B3, rząd: 2, grób: 13).

## Odznaczenia
- Krzyż Kawalerski Orderu Odrodzenia Polski (1984)
- Złoty Krzyż Zasługi (1975)[1]